# IC 4608
IC 4608 је спирална галаксија у сазвјежђу Рајска птица која се налази на листи објеката дубоког неба у Индекс каталогу.
Деклинација објекта је - 77° 29' 21" а ректасцензија 16h 46m 54,1s. Привидна величина (магнитуда) објекта IC 4608 износи 13,6 а фотографска магнитуда 14,2. IC 4608 је још познат и под ознакама ESO 43-4, AM 1639-772, IRAS 16396-7723, PGC 58968.